# Čarmonij
Čarmonij je vrsta kvarkonija. Med čarmonije prištevamo mezon J/Ψ, ki je sestavljen iz c (oznaka {\displaystyle c\,}) in njegovega antikvarka (oznaka {\displaystyle {\bar {c}}\,}). Kvark in antikvark sta vezana z močno silo. Različne kombinacije kvantnih števil dajejo različna stanja čarmonija. Podobno je zgrajen botomonij, ki ga pa sestavljata b in njegov antikvark.
Vezano stanje kvarka t in njegovega antidelca se bi imenovalo toponij. Ker pa je življenjska doba kvarka t izredno kratka, predvidevajo, da toponij sploh ni možen.
Ime čarmonij je podobno zgrajeno kot ime za vezano stanje elektrona in pozitrona, kjer sta vezana negativno nabiti elektron in pozitivno nabiti pozitron. Pri anihilaciji elektrona in pozitrona nastane čarmonij
{\displaystyle e^{-}+e^{+}\rightarrow c{\bar {c}}\,}
Podobno je pri anihilaciji protona na antiprotonu :
{\displaystyle p^{+}+{\bar {p}}^{-}\rightarrow c{\bar {c}}\,}